# За двома зайцями (фільм)
«За двома́ зайця́ми» — український радянський художній комедійний фільм за мотивами однойменної комедійної п'єси Михайла Старицького.
За сюжетом, збанкрутілий цирульник, Свирид Голохвостий, вирішує розбагатіти завдяки вигідному шлюбові. Сподіваючись на свою привабливу зовнішність і награну вченість, Голохвостий починає залицятися одразу до двох дівчат, але народ знає: «за двома зайцями побіжиш, жодного не спіймаєш».
Первинна версія фільму була україномовною, і лише цирульник Свирид Голохвостий розмовляв суржиком, чим підкреслювалася його недолугість. Для фільму було також створено російський переклад, де всі репліки, окрім монологів Голохвостого суржиком, продублювали російською. Прем'єра фільму відбулася 21 грудня 1961 року в Києві, в Дарницькому клубі залізничників.
Посідає 17-у позицію у списку 100 найкращих фільмів в історії українського кіно.

## Сюжет
Дія відбувається в Києві у другій половині 19 століття. Свирид Петрович Голохвостий — модник та гульвіса, що працює в цирульні (перукарні), а зароблені гроші програє в азартні ігри. Одного разу до Голохвостого приходить поважний чиновник і повідомляє, що його цирульня опечатана за борги, а все майно конфіскується. Голохвостий вирушає просити грошей у знайомого лихваря, але той, вже знаючи його ненадійність, відмовляє. Та Голохвостий дізнається, що родина Сірків видає свою дочку Проню заміж, і вирішує одружитися з нею, щоб розбагатіти. Проня груба та негарна, зате її батько Прокіп дає десять тисяч рублів посагу.
Гуляючи зі своїм другом на Володимирській гірці, Голохвостий бачить гарну дівчину Галю та закохується в неї. Друзям він хвалиться, що одружиться з Пронею задля грошей, а Галя буде його коханкою. Якось увечері, після побачення з Пронею, Голохвостий зустрічає Галю та починає залицятися до неї. Тоді його помічає мати Галі, Секлета, і змушує поклястися перед церквою, що він одружиться з Галею, хоча дівчина кохає простого робітника Степана.
Наступного дня Голохвостий вирушає в гості до Сірків і отримує благословення на шлюб із Пронею. Батьки Проні вихваляються своїм багатством, тоді як Голохвостий вдає з себе дуже вченого чоловіка. Повертаючись від нареченої, занурений у мрії про розкішне життя, він випадково стикається з Секлетою. Вона силоміць везе Голохвостого на свої іменини. Секлета повідомляє гостям, що Галя зі Свиридом тепер заручені. Галя тікає прямо з заручин до свого коханого Степана і просить у нього захисту, той заспокоює її.
Коли настає день весілля, подруги Секлети, які були присутні на заручинах Свирида з Галею, випадково дізнаються, що він готується одружитися з Пронею. Вони розповідають про це Секлеті, вона поспішає до церкви, де відбудеться вінчання. Секлета вривається на церемонію та оголошує присутнім, що Голохвостий заручився з її донькою, а шлюб із Пронею був лише задля посагу. Голохвостий виправдовується, що це все наклеп, але йому не вірять і проганяють. Секлета вимагає спра́вити весілля з Галею, та її спиняє лихвар, який розповідає, що Голохвостий банкрут. Голохвостий визнає, що він шахрай, і йде геть зі своїми товаришами. Степан та його друзі хапають Голохвостого й викидають із церкви.

## У ролях

Олег Борисов у ролі Свирида Голохвостого

- Олег Борисов у ролі Свирида ГолохвостогоОлег Борисов — Свирид Петрович Голохвостий (сам себе називає «Голохвастов»)
- Маргарита Криницина — Проня Прокопівна Сірківна («Пріська Прокопівна»)
- Микола Яковченко — Прокіп Свиридович Сірко, батько Проні
- Ганна Кушніренко — Євдокія Пилипівна Сірчиха, мати Проні
- Нонна Копержинська — Секлета Пилипівна Лимариха, сестра Євдокії Пилипівни
- Наталія Наум — Галя, дочка Секлети
- Анатолій Юрченко — Степан
- Костянтин Єршов — Пляшка
- Таїсія Литвиненко — Химка, служниця в Сірків
- Ольга Вікландт — м-ль Нінон
- Людмила Алфімова — черниця Меронія
- В епізодах: Ніна Антонова, Олексій Биков, Валентин Грудинін, Софія Карамаш, В. Костиренко, Микола Талюра, Р. Шабловська;
- немає в титрах: Євдокія Доля, Павло Загребельний, Марія Капніст, Іван Матвєєв
- В інтермедії «Коварная Матильда»: Володимир Ширяєв, Володимир Корецький, Фауста Іванова, Н. Лапшина

## Знімальна група
- Автор сценарію та режисер-постановник: Віктор Іванов
- Оператор-постановник: Вадим Іллєнко
- Художник-постановник: Йосип Юцевич
- Композитор: Вадим Гомоляка
- Тексти пісень: Євген Кравченко
- Звукооператор: Ростислав Максимцов
- Костюми: Лідія Байкова
- Грим: А. Дубчак
- Монтаж: Варвара Бондіна
- Редактор: Григорій Зельдович
- Комбіновані зйомки:
  - оператор: Ірина Трегубова
  - художник: Віктор Демінський
- Директор картини: Леонід Нізгурецький

Музику до фільму записав Симфонічний оркестр Українського радіо, диригент Веніамін Тольба.

## Створення

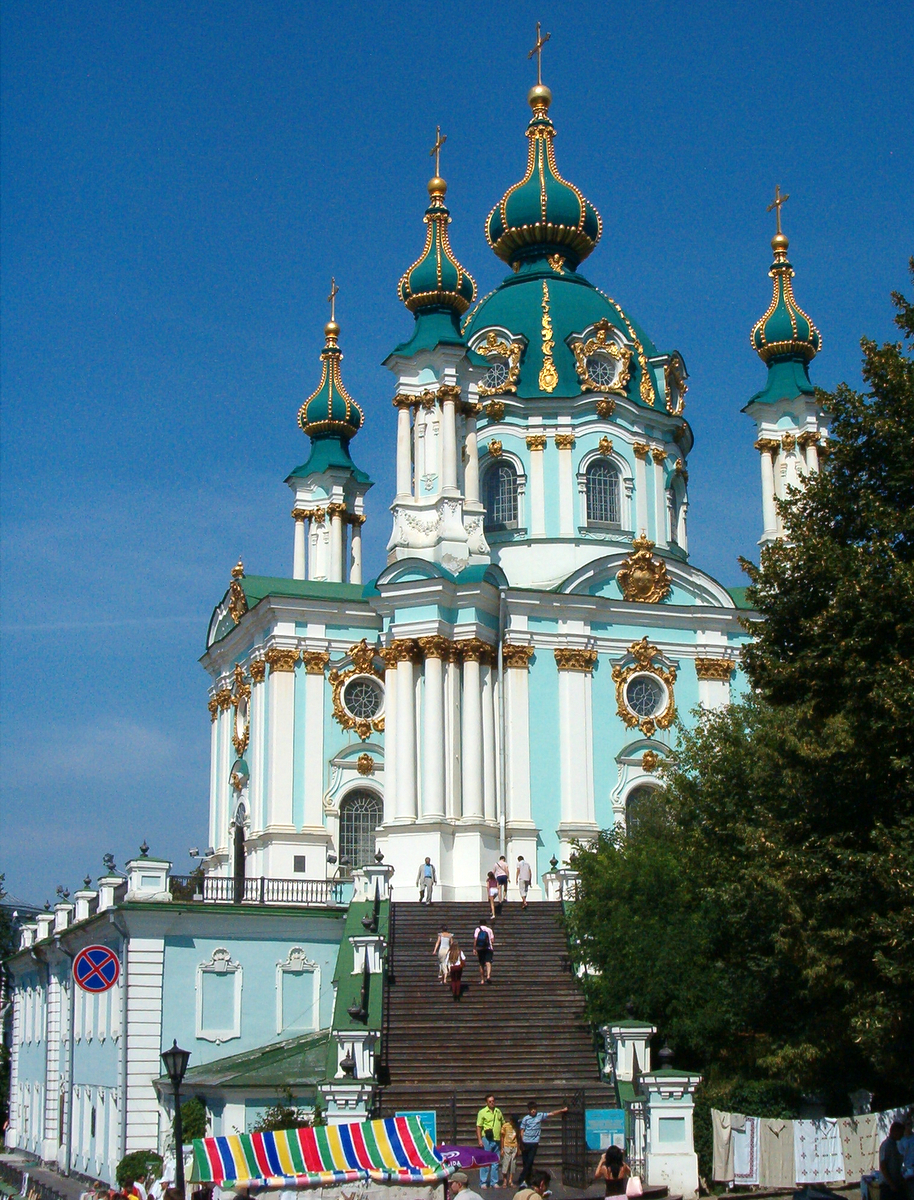
Андріївська церква, в яку йшли вінчатися Проня та Свирид

Радянська влада довго опиралась екранізації твору Михайла Старицького. Режисер Віктор Іванов подав керівництву сценарій «За двома зайцями», додавши, що хоче сатирично показати «стиляг», їхнє захоплення зарубіжним одягом і музикою.
У фільмі знімалися актори Театру Лесі Українки (нині Національний академічний драматичний театр імені Лесі Українки), київського театру імені Івана Франка (нині Національного академічного драматичного театру імені Івана Франка) та Запорізького театру (нині Запорізького українського музично-драматичного театру імені Володимира Герасимовича Магара). Режисер запросив на роль шахрая-нареченого Голохвостого артиста Миколу Гриценка — відомого актора з Московського театру імені Вахтангова, прославленого саме роллю пройдисвітів. Крім того, Гриценко народився на Донеччині, навчався професії у Макіївці та Києві, тому розумів місцеві реалії. На роль невдахи-нареченої Проні спершу затвердили Майю Булгакову з Москви — на той час вона була відома ще не як кіноактриса, а як солістка естрадного оркестру Леоніда Утьосова, що першою в СРСР виконувала зі сцени пісні Едіт Піаф. Але зрештою роль Голохвостого дісталася Олегу Борисову, а Проню зіграла Маргарита Криницина. Віктор Іванов зіграв камео у власному фільмі, з'явишись у ролі статиста на початку стрічки, а у сюжеті поблизу Андріївської церкви — в ролі робітника.
Прем'єра фільму відбулася 21 грудня 1961 року у Києві, в Дарницькому клубі залізничників (нині Палац культури «Дарниця»). Держкіно СРСР присвоїло фільму другу категорію, що передбачала обмежений прокат тільки на території УРСР, переважно в будинках культури і заводських клубах. Проте успіх у глядачів зумовив її подальшу славу, стрічку переозвучили російською мовою і випустили у всесоюзний прокат.
Первісна україномовна версія фільму майже пів століття вважалася втраченою. На початку липня 2013 року Іван Козленко — заступник генерального директора Національного центру Олександра Довженка, повідомив, що реставраторам центру вдалося знайти первісну українську фонограму картини в Маріупольському фільмофонді. 13 липня 2013 року українська версія вийшла в ефір на телеканалі Enter-фільм. Потім повну версію фільму було завантажено на YouTube.

### Місця, де фільмували стрічку
У павільйоні Кіностудії імені Довженка було знято сцени в оселях Сірків і Секлети Лимерихи, в ілюзіоні, перукарні, деякі епізоди прогулянок героїв вулицями міста.
Водночас більшість натурних зйомок було здійснено на вулицях київського Подолу, фактично в тих самих місцях, де відбувається екранна дія, або ж поблизу:
- Батиєва гора (приблизно в районі сучасних Локомотивної або Кондукторської вулиць): сцена прогулянки Голохвастова з друзями на початку фільму.
- Воздвиженська вулиця — ріг Андріївського узвозу: прохід компанії Голохвастова на тлі робіт з укладання бруківки (один з робітників, голий по пояс, — Віктор Іванов). За іншими даними, цю та деякі інші «гончарівсько-кожум'яцькі» сцени фільмували на Петрівській вулиці.
- Старий Житній ринок (імовірно): сцени на базарі.
- Ріг Ігорівської та Набережно-Хрещатицької вулиць: пансіон шляхетних манер мадам Нінон.
- Ігорівська вулиця в бік Контрактової площі: шлях проїзду екіпажу Сірків від пансіону. Зберігся особняк на розі вулиць Ігорівської та Братської.
- Володимирська гірка: прогулянка Голохвастова з друзями. На задньому плані видно млин Бродського на Поштовій площі та Дніпро, яким пливуть баржі. До кадра потрапляють постамент пам'ятника князеві Володимиру й Кокоревська альтанка на нижній терасі Володимирської гірки.
- Андріївська церква: сходи й паперть фігурують у сценах присягання Голохвастова під тиском Секлети Пилипівни та у фінальних сценах початку вінчання.
- Гончарна вулиця: вихід Секлети з дому Сірків, коли Голохвастов ховається від неї за деревом. Зберігся лише двоповерховий будинок на задньому плані (на повороті вулиці).
- Ріг Воздвиженської вулиці й Андріївського узвозу (знято з боку узвозу): тут Секлеті вдається «піймати» Голохвастова. Замість зеленого схилу на задньому плані тепер височіє готель «Воздвиженський» (Воздвиженська, 58), триповерховий будинок ліворуч від нього — нині частина готелю, надбудований двома поверхами (Воздвиженська, 60).
- Андріївський узвіз, біля будинку № 22: тут Секлета і Голохвастов сідають до візника. У будинку № 22 мешкав прототип Рябка з комедії І. Нечуя-Левицького «На Кожум'яках» (у «Двох зайцях» М. Старицького — Сірко-Сєрков).
- Сходи з Боричевого Току на Андріївську вулицю: ними Галя біжить до свого коханого після вимушеного сватання з Голохвастовим. Парапети сходів змінили вигляд після реконструкції, Андріївську церкву на задньому плані зараз затуляють дерева.
- Воздвиженська, 46/2 (ріг Гончарної вулиці): на тлі цього будинку Свирид Петрович їде в екіпажі на своє весілля до Сірків. Оригінальна забудова не збереглася.
- Воздвиженська, ?/? (наріжний одноповерховий будинок із ґанком; не зберігся): повз цей будинок, що за фільмом стоїть навпроти Сіркового, біжать до Секлети її куми, аби повідомити новину про весілля Свирида Петровича й Проні Прокопівни. (Цей же будинок «зіграв роль» взуттєвої крамниці у фільмі «Місто запалює вогні» (1958), так само з Олегом Борисовим у головній ролі).
- Боричів узвіз, між будинками № 6 і № 8: подальший маршрут бігу Секлетиних кумась. На задньому плані в кіно видно Покровську церкву та вежу-«глушилку» на Щекавиці (зараз із цього ракурсу такий краєвид неможливий — його затуляє дев'ятиповерхівка 1970-х років).
- Покровська вулиця: ще один етап маршруту Секлетиних подруг. У кадрі ліворуч — дзвіниця церкви Миколи Доброго, праворуч — ліцей № 100, між ними видно двоповерховий будиночок (не зберігся). У наступному кадрі — Покровська церква з дзвіницею (ліворуч), праворуч угорі на пагорбі — Андріївська церква.
- Андріївський узвіз: проїзд у візку на весілля, прохід четвірки хлопців з гітарою[4]
- Андріївський узвіз, 38: після викриття афери Голохвастова той опиняється біля підніжжя сходів Андріївської церкви, за його спиною — будинок № 38.

## Нагороди
- 1999: Державна премія України імені Олександра Довженка — авторові сценарію та режисеру-постановникові Іванову Вікторові Михайловичу (посмертно), кінооператору-постановникові Іллєнкові Вадиму Герасимовичу, акторам Борисову Олегові (Альберту) Івановичу (посмертно), Кринициній Маргариті Василівні, Наум Наталії Михайлівні — за визначний творчий внесок у створення художнього фільму «За двома зайцями»[9]

## Спадок

Проня Прокопівна та Свирид Голохвостий («Голохвастов»). Київ

- Оскільки зйомки кінострічки частково відбувалися в Києві, то на Андріївському узвозі головним персонажам картини в 1999 році встановлено пам'ятник за проєктом архітектора Володимира Скульського[10].Фігури Проні Прокопівни та Голохвастова у Черкасах

Фігури Проні Прокопівни та Голохвастова у Черкасах

- У Черкасах біля центрального ринку в 2009 році власниками місцевого «Будинку мод» встановлено пам'ятник Свириду та Проні[11].